# Liste des statues de Bouddha les plus hautes
La liste des statues de Bouddha les plus hautes recense les réalisations sculpturales représentant Bouddha qui mesurent au moins 10 m de hauteur, avec :
- Hs = hauteur statue
- B = base
- Ht = hauteur totale

| Statue                                         | Hs B(m)     | Ht totale (m) | Sujet                    | Pays Localisation                              | Matériau                   | Date    | Coordonnées                         | Photo |
| ---------------------------------------------- | ----------- | ------------- | ------------------------ | ---------------------------------------------- | -------------------------- | ------- | ----------------------------------- | ----- |
| Bouddha du Temple de la Source                 | 128 25      | 153           | Vairocana                | Chine Lushan                                   | cuivre riveté sur armature | 2008    | 33° 46′ 30″ nord, 112° 27′ 04″ est  |       |
| Laykyun Setkyar                                | 115,8 13,41 | 129,21        | Bouddha (Gautama)        | Birmanie Monywa                                | béton                      | 2008    | 22° 04′ 49″ nord, 95° 17′ 21″ est   |       |
| Bouddha d'Ushiku                               | 100 20      | 120           | Bouddha (Amitābha)       | Japon Ushiku                                   | bronze                     | 1993    | 35° 58′ 58″ nord, 140° 13′ 13″ est  |       |
| Grand Bouddha de Thaïlande                     | 92          | 92            | Bouddha (Gautama)        | Thaïlande Ang Thong                            | ciment armé                | 2008    | 14° 35′ 36″ nord, 100° 22′ 40″ est  |       |
| Grand Bouddha de Ling Shan                     | 79 9        | 88            | Bouddha (Amitābha)       | Chine Wuxi                                     |                            | 1996    | 31° 25′ 55″ nord, 120° 05′ 29″ est  |       |
| Grand Bouddha de Leshan                        | 71          | 71            | Bouddha (Maitreya)       | Chine Leshan                                   |                            | 803     | 29° 32′ 50″ nord, 103° 46′ 09″ est  |       |
| Luangpho Yai                                   | 59,2 8,7    | 67,9          | Bouddha (Gautama)        | Thaïlande Roi Et                               |                            | 1979    | 16° 03′ 44″ nord, 103° 39′ 31″ est  |       |
| Grand Bouddha d'Emei                           | 57,6 15     | 72,6          | Bouddha (Maitreya)       | Taïwan Hsinchu                                 |                            | 2011    | 24° 40′ 52″ nord, 120° 59′ 09″ est  |       |
| Taiwan Chengte Dafo                            | 50          | 50            | Bouddha (Amitābha)       | Taïwan Puli, Nantou                            |                            | 2004    | 24° 00′ 21″ nord, 120° 58′ 52″ est  |       |
| Bouddha de Kande Vihara                        | 48,8        | 48,8          | Bouddha (Gautama)        | Sri Lanka Kande Vihara (en), Aluthgama (en)    |                            | 2007    | 6° 26′ 56″ nord, 80° 00′ 00″ est    |       |
| Bouddha de Donglin                             | 48 64       | 112           | Bouddha (Amitābha)       | Chine Temple de Donglin (en), Lushan           |                            | 2013    | 29° 25′ 38″ nord, 115° 53′ 05″ est  |       |
| Bouddha de Jinding                             | 48          | 48            | Bouddha (Gautama)        | Chine Dunhua                                   |                            | 2011    | 43° 19′ 18″ nord, 128° 14′ 36″ est  |       |
| Puxian pusa                                    | 48          | 48            | Bouddha (Samantabhadra)  | Chine Jinding, mont Emei                       |                            | 2005    | 29° 31′ 33″ nord, 103° 20′ 12″ est  |       |
| Grand Bouddha de Fo Guang                      | 48 60       | 108           | Bouddha (Gautama)        | Taïwan Musée du Bouddha, Kaohsiung             |                            | 2011    | 22° 45′ 29″ nord, 120° 26′ 19″ est  |       |
| Bouddha de Jixiang                             | 45          | 45            | Bouddha (Gautama)        | Chine Xishuangbanna                            |                            | 2008    | 21° 57′ 38″ nord, 100° 48′ 30″ est  |       |
| Boudha de Phra Puttamingmongkol Akenakkiri     | 45          | 45            | Bouddha (Gautama)        | Thaïlande Phuket                               |                            | 2008    | 7° 49′ 40″ nord, 98° 18′ 49″ est    |       |
| Bouddha de Tòng Lâm Lô Sơn                     | 44          | 44            | Bouddha (Amitābha)       | Viêt Nam Nha Trang                             |                            | 2012    | 12° 16′ 59″ nord, 109° 07′ 58″ est  |       |
| Bouddha Dordenma (en)                          | 42,2        | 42,2          | Bouddha (Gautama)        | Bhoutan Thimphou                               |                            | 2015    | 27° 26′ 37″ nord, 89° 38′ 43″ est   |       |
| Bouddha de Batamulla Kanda                     | 41          | 41            | Bouddha (Gautama)        | Sri Lanka Matugama                             |                            | 2016    | 6° 31′ 08″ nord, 80° 07′ 04″ est    |       |
| Bouddha Amitābha de Fo Guang Shan              | 40          | 40            | Bouddha (Amitābha)       | Taïwan Kaohsiung                               |                            | 1975    | 22° 44′ 57″ nord, 120° 26′ 45″ est  |       |
| Tathagata Tsal (en)                            | 19 20       | 39            | Bouddha (Gautama)        | Inde Ravangla                                  |                            | 2013    | 27° 18′ 51″ nord, 88° 21′ 48″ est   |       |
| Grand Bouddha de Wat Phothikyan Phut Thak Tham | 39          | 39            | Bouddha (Amitābha)       | Malaisie Pasir Puteh (en)                      |                            | 2009    | 6° 06′ 33″ nord, 102° 22′ 19″ est   |       |
| Grand Bouddha de Hongguangshan                 | 38,8        | 38,8          | Bouddha (Gautama)        | Chine Ürümqi                                   |                            | 2004    | 43° 52′ 52″ nord, 87° 36′ 49″ est   |       |
| Grand Bouddha de Nanshan                       | 38,7        | 38,7          | Bouddha (Gautama)        | Chine Yantai                                   |                            | 2004    | 37° 33′ 57″ nord, 120° 28′ 17″ est  |       |
| Bouddha Dhyāna (en)                            | 38          | 38            | Bouddha                  | Inde Amaravati                                 |                            | 2006    | 16° 34′ 43″ nord, 80° 21′ 11″ est   |       |
| Grand Bouddha de Rongxian (en)                 | 37          | 37            | Bouddha (Maitreya)       | Chine Rong Xian                                |                            | 817     | 29° 27′ 17″ nord, 104° 25′ 52″ est  |       |
| Grand Bouddha nord des grottes de Mogao        | 35,5        | 35,5          | Bouddha (Maitreya)       | Chine Dunhuang                                 |                            | 694     | 40° 02′ 14″ nord, 94° 48′ 13″ est   |       |
| Bouddha de Tian Tan                            | 33,2        | 33,2          | Bouddha (Gautama)        | Chine Ngong Ping                               |                            | 1993    | 22° 15′ 14″ nord, 113° 54′ 17″ est  |       |
| Temple de Beopju                               | 33          | 33            | Bouddha (Maitreya)       | Corée du Sud Temple de Beopju, Naesongni-myeon |                            | 1990    | 36° 32′ 31″ nord, 127° 49′ 57″ est  |       |
| Bouddha                                        | 32,6        | 32,6          | Bouddha (Gautama)        | Inde Dehradun                                  |                            | 1965    | 30° 15′ 11″ nord, 78° 00′ 44″ est   |       |
| Luang Pho To                                   | 32,5        | 32,5          | Bouddha (Maitreya)       | Thaïlande Bangkok                              |                            | 1927    | 13° 46′ 01″ nord, 100° 30′ 10″ est  |       |
| Bouddha                                        | 32          | 32            | Bouddha (Maitreya)       | Inde Diskit                                    |                            | 2010    | 34° 32′ 37″ nord, 77° 33′ 50″ est   |       |
| Bouddha de Nihon-ji (ja)                       | 31          | 31            | Bouddha (Bhaishajyaguru) | Japon Nihon-ji, Kyonan                         |                            | v. 1790 | 35° 09′ 28″ nord, 139° 50′ 05″ est  |       |
| Statue de Wat Ek Phnom                         | 28 24       | 52            | Bouddha                  | Cambodge Battambang                            |                            | ?       | 13° 08′ 32″ N, 103° 13′ 01″ E       |       |
| Binglingsi                                     | 27          | 27            | Buddha                   | Chine Lanzhou                                  |                            | ?       | 35° 48′ 38″ N, 103° 02′ 54″ E       |       |
| Bouddha de Pao Chueh                           | 26.8        | 26.8          | Bouddha                  | Taïwan Taichung                                |                            | 1927    | 24° 05′ 36″ N, 120° 24′ 43″ E       |       |
| Bouddha de Kurunegala                          | 26.8        | 26.8          | Bouddha                  | Sri Lanka Kurunegala                           | béton                      | 2003    | 7° 17′ 26″ N, 80° 13′ 16″ E         |       |
| Monastère de Gandantegchinlin                  | 26.5        | 26.5          | Bodhisattva              | Mongolie Oulan-Bator                           |                            | 1996    | 47° 55′ 23″ N, 106° 53′ 42″ E       |       |
| Bhouddha de Bodhgaya                           | 25          | 25            | Bouddha                  | Inde Bodhgaya                                  |                            | 1989    | 24° 41′ 42″ N, 84° 59′ 29″ E        |       |
| Bouddha de Nagas Ringed                        | 25          | 25            | Bouddha                  | Thaïlande Nong Khai                            |                            | ?       |                                     |       |
| Gangu Dafo                                     | 23,3        | 23,3          | Buddha                   | Chine Xian de Gangu                            | terre cuite                | ?       | 34° 45′ 56″ N, 105° 17′ 30″ E       |       |
| Bhouddha d'Oulan-Bator                         | 23          | 23            | Bouddha                  | Mongolie Oulan-Bator                           |                            | 2005    | 47° 53′ 06″ N, 106° 54′ 44″ E       |       |
| Tiantishan Dafo                                | 23          | 23            | Buddha                   | Chine Wuwei (Gansu)                            |                            | ?       | 37° 55′ 41″ N, 102° 38′ 29″ E       |       |
| Statue de Likir                                | 23          | 23            | Maitreya                 | Inde Likir Gompa                               |                            | 1999    |                                     |       |
| Bodhisattva du Temple de Puning                | 22,28       | 22,28         | Bodhisattva              | Chine Chengde                                  |                            | 1755    | 41° 00′ 50″ N, 117° 56′ 48″ E       |       |
| Bouddha de Mongkol Maharaj                     | 19,9        | 19,9          | Bouddha                  | Thaïlande Hat Yai                              |                            | ?       |                                     |       |
| Luang Pho Tho                                  | 19          | 19            | Bouddha                  | Thaïlande Parc historique d'Ayutthaya          |                            | 1334    | 14° 20′ 39″ N, 100° 34′ 44″ E       |       |
| Statue du Temple de Yonghe                     | 18          | 18            | Bouddha                  | Chine Pékin                                    |                            | 1694    | 39° 56′ 49″ N, 116° 24′ 40″ E       |       |
| Mireuk-bosal                                   | 18          | 18            | Bouddha                  | Corée du Sud Mireuk                            |                            | 2006    |                                     |       |
| Bouddha de Hyderabad                           | 18          | 18            | Bouddha                  | Inde Hyderabad                                 |                            | 1992    | 17° 24′ 56″ N, 78° 28′ 30″ E        |       |
| Bouddha statue de Phutthamonthon               | 15,87       | 15,87         | Bouddha                  | Thaïlande Phutthamon                           |                            | 1981    | 13° 46′ 34″ N, 100° 19′ 15″ E       |       |
| Daibutsu de Takaoka                            | 15,85       | 15,85         | Amitābha                 | Japon Takaoka                                  |                            | 1981    |                                     |       |
| Bouddha de Nara                                | 15          | 15            | Bouddha                  | Japon Nara                                     |                            | 752     |                                     |       |
| Grand Bouddha de Gifu                          | 13,7        | 13,7          | Siddhartha Gautama       | Japon Gifu (Gifu)                              |                            | 1828    | 35° 25′ 57″ N, 136° 46′ 19″ E       |       |
| Bouddha de Kamakura                            | 13,5        | 13,5          | Bouddha                  | Japon Kamakura                                 |                            | 1252    | 35° 19′ 00,59″ N, 139° 32′ 08,48″ E |       |
| Avukana Buddha statue                          | 12 1        | 13            | Bouddha                  | Sri Lanka Kekirawa                             | Roche                      | 307     | 8° 00′ 39,1″ N, 80° 30′ 45,6″ E     |       |
| Maligawila Buddha statue                       | 11,53       | 11,53         | Bouddha                  | Sri Lanka Maligawila                           |                            | ?       | 6° 43′ 42″ N, 81° 21′ 08″ E         |       |